# 蝸牛食堂
《蝸牛食堂》為日本女作家小川糸2008年出版的小説。2011年7月，本作品獲得義大利巴卡瑞拉（Bancarella）文學獎中的料理文學作品獎。

## 小說內容概要
受到失戀打擊而得了失語症的倫子，開了一間名叫「蝸牛食堂」的餐廳，每天只接待一組客人，提供魔法般的創意料理。被阿根廷籍老婆帶著女兒甩了的熊桑、愛人死去多年一直守寡的有錢人小老婆、希望與暗戀的男生兩情相悅的桃子，以及，長久以來與倫子過著完全相反人生的母親…
每個來到這間餐廳的客人，都有自己的夢想與願望，倫子提供的不只是料理，同時也賜予客人們邁向人生下一步的力量。

## 電影
《蝸牛食堂》，改編自小川糸的小說，由富永麻衣執導、高井浩子編劇，柴崎幸主演。2010年2月6日於日本上映，台灣於2011年8月5日上映。

## 登場人物
- 倫子：柴崎幸（幼少期：佐佐木麻緒）
- 瑠璃子：余貴美子
- 熊桑：Bro.TOM（小柳富）
- 尼爾康（根岸恒夫）：田中哲司
- 桃子：志田未来
- 小理：櫻田通
- 小綠：滿島光
- 雅桑：德井優
- 山桑：諏訪太朗
- 源桑：佐藤二朗
- 小綠的父親：山崎一
- 小綠的祖父：上田耕一
- 小老婆：江波杏子
- 前輩阿修（修一）：三浦友和
- 倫子的祖母：草村禮子
- 瀧本美織

## 製作群
- 導演：富永麻衣
- 原作：小川糸「蝸牛食堂」（Poplar）
- 劇本：高井浩子
- 音樂：福原麻里
- 製作總指揮：三宅澄二
- 企劃：市川南
- 製作人：渡邉直子、龜田裕子、赤城聰、仁平知世
- 總製作：森太郎
- 製作統括：塚田泰浩
- 攝影：北信康
- 照明：渡部嘉
- 錄音：橋本泰夫
- 美術：小澤秀高
- 裝飾：松田光畝
- 編輯：森下博昭
- 編劇：牧野千恵子
- 髮型：佐藤光榮
- 衣裳：櫻井雅惠
- 助理導演：村上秀晃
- 責任製作：關浩紀
- 料理製作：吉岡知子
- 特效：佐竹淳
- 動畫：坂井治
- 音樂製作：杉田寿宏
- 製作公司：MICOTT&BASARA、東寶電影製作部
- 發行：東寶
- 製作委員會：MICOTT&BASARA、東寶、Amuse、King Records、TBS、Showgate、Poplar、SME Records、日本出版販賣、毎日放送、大廣、中部日本放送、RKB毎日放送、TSUTAYA GROUP、Yahoo! JAPAN

### 評價
- TBS廣播節目「ライムスター宇多丸のウィークエンド・シャッフル」的最佳電影評選中，本片在2010年於日本上映的56部作品中排行第2。

## 出版情報
- 「蝸牛食堂」 ISBN 9784591100639 （中文版 ISBN 9789571352831）
- 「蝸牛食堂的料理」 ISBN 9784591115039
- 「蝸牛食堂」（文庫版） ISBN 9784591115015
- 「蝸牛食堂」（漫畫版）（作畫：鈴木志保） ISBN 9784591115381

## 外部連結
- 日本Poplar出版社 （页面存档备份，存于）
- 電影《蝸牛食堂》台灣預告片 （页面存档备份，存于）